# INAV
INAV București este un institut de cercetare și dezvoltare în științe fizice și naturale din România, membru al Grupului Serviciile Comerciale Române,. Acționarul majoritar este Iașitex Iași, cu un pachet de 69,9% din acțiunile INAV.
Cifra de afaceri în 2009: 3,37 milioane lei
Profit net în 2009: 423,43 mii lei

## Activitate
Inav dezvoltă cercetari teoretice și aplicative în domenii precum: 
- Producerea de energie verde (centrale eoliene, celule fotovoltaice)
- Securitate (supraveghere și recunoastere aeriană)
- Materiale speciale (materiale compozite, nano-materiale)
- Mediu și protectia mediului[5],